# Liste der Kulturdenkmäler in Langenhahn
In der Liste der Kulturdenkmäler in Langenhahn sind alle Kulturdenkmäler der rheinland-pfälzischen Ortsgemeinde Langenhahn einschließlich des Ortsteils Hintermühlen aufgeführt. Grundlage ist die Denkmalliste des Landes Rheinland-Pfalz (Stand: 21. Dezember 2021).

## Einzeldenkmäler
| Bezeichnung                       | Lage                                     | Baujahr                                   | Beschreibung | Bild                           |
| --------------------------------- | ---------------------------------------- | ----------------------------------------- | --- | ------------------------------ |
| Bahnhof Langenhahn                | Langenhahn, Bahnhofstraße 7 Lage         | Anfang des 20. Jahrhunderts               | Empfangsgebäude mit Güterschuppen, Typenbau, Anfang des 20. Jahrhunderts                                              | weitere Bilder Fotos hochladen |
| Katholische Kapelle St. Sebastian | Langenhahn, Kapellenstraße 12 Lage       |                                           | Rechteckchor mit kleinem Schiff, romanisch erweitert                                                                  | weitere Bilder Fotos hochladen |
| Katholische Kirche Herz Jesu      | Langenhahn, Koblenzer Straße 27 Lage     | 1922–24                                   | kreuzförmiger Basaltbau, Mansarddach, 1922–24; Gesamtanlage mit wohl bauzeitlichem Pfarrhaus (Basaltbau, Mansarddach) | weitere Bilder Fotos hochladen |
| Wohnhaus                          | Hintermühlen, Montabaurer Straße 15 Lage | zweite Hälfte des 18. und 19. Jahrhundert | Fachwerkhaus, zweite Hälfte des 18. und 19. Jahrhundert                                                               | Fotos hochladen                |